# Malik-Verlag
La maison d'édition Malik (en allemand : Malik-Verlag) est une maison d'édition allemande fondée en 1916 et qui a mis fin à ses activités en 1947. Le siège était établi à Berlin.
Malik-Verlag s'est destiné à l'édition d'ouvrages consacrés à l'art d'avant-garde politique et esthétique ainsi qu'à la littérature communiste.